# Aegidae
Aegidae zijn een familie van pissebedden. De volwassenen zijn tijdelijke parasieten van vissen, die zich voeden met het bloed van hun gastheer voordat ze hun gastheer loslaten om de maaltijd te verteren. Ze verschillen van leden van de familie Cirolanidae doordat ze slechts drie paar haakachtige pereiopoden hebben, terwijl bij Cirolanidae alle zeven paar pereiopoden haken hebben.

## Taxonomie
De familie bevat de volgende geslachten:
- Aega Leach, 1815
- Aegapheles Bruce, 2009
- Aegiochus Bovallius, 1885
- Alitropus H. Milne-Edwards, 1840
- Epulaega Bruce, 2009
- Rocinela Leach, 1818
- Syscenus Harger, 1880
- Xenuraega Tattersall, 1909